# Барі
Ба́рі (Місцевий діалект: Bare; лат. Barium; грец. Βάριον) — місто і значний порт на півдні Італії. Адміністративний центр провінції Барі в області Апулія. Це місто дало ім'я українському місту Бар, що на Поділлі.
Барі розташоване на відстані близько 380 км на схід від Рима.

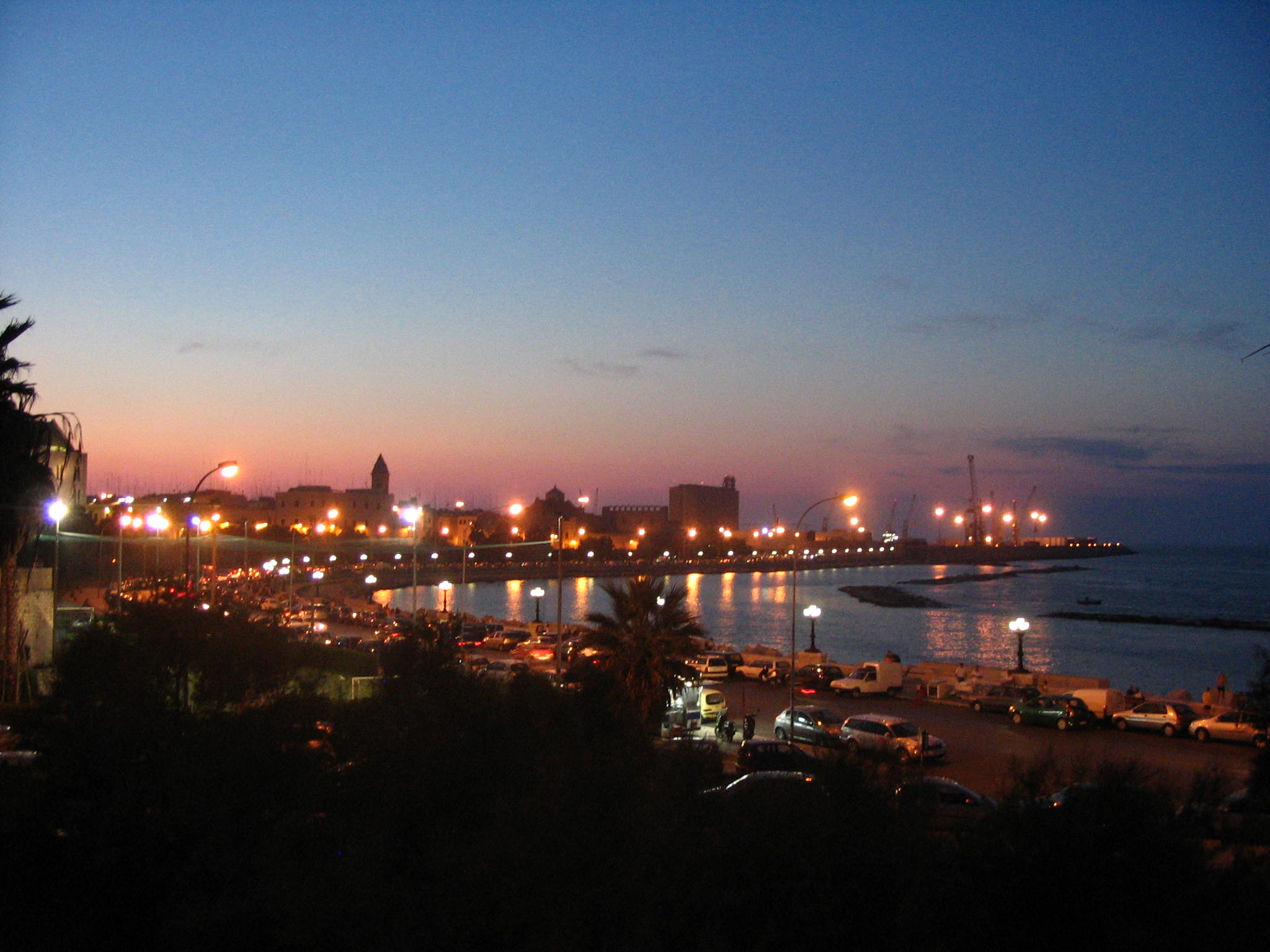

Населення — 325 230 осіб (2017). Дев'ятий за кількістю мешканців муніципалітет у Італії та третій у Південній Італії після Неаполя та Палермо. Центр шостої найбільшої агломерації в країні з населенням понад 1,3 мільйона осіб.
Щорічний фестиваль відбувається 8 травня. Покровитель — святий Миколай, мощі якого зберігаються у місцевій базиліці святого Миколая з 1087 року.

## Географія

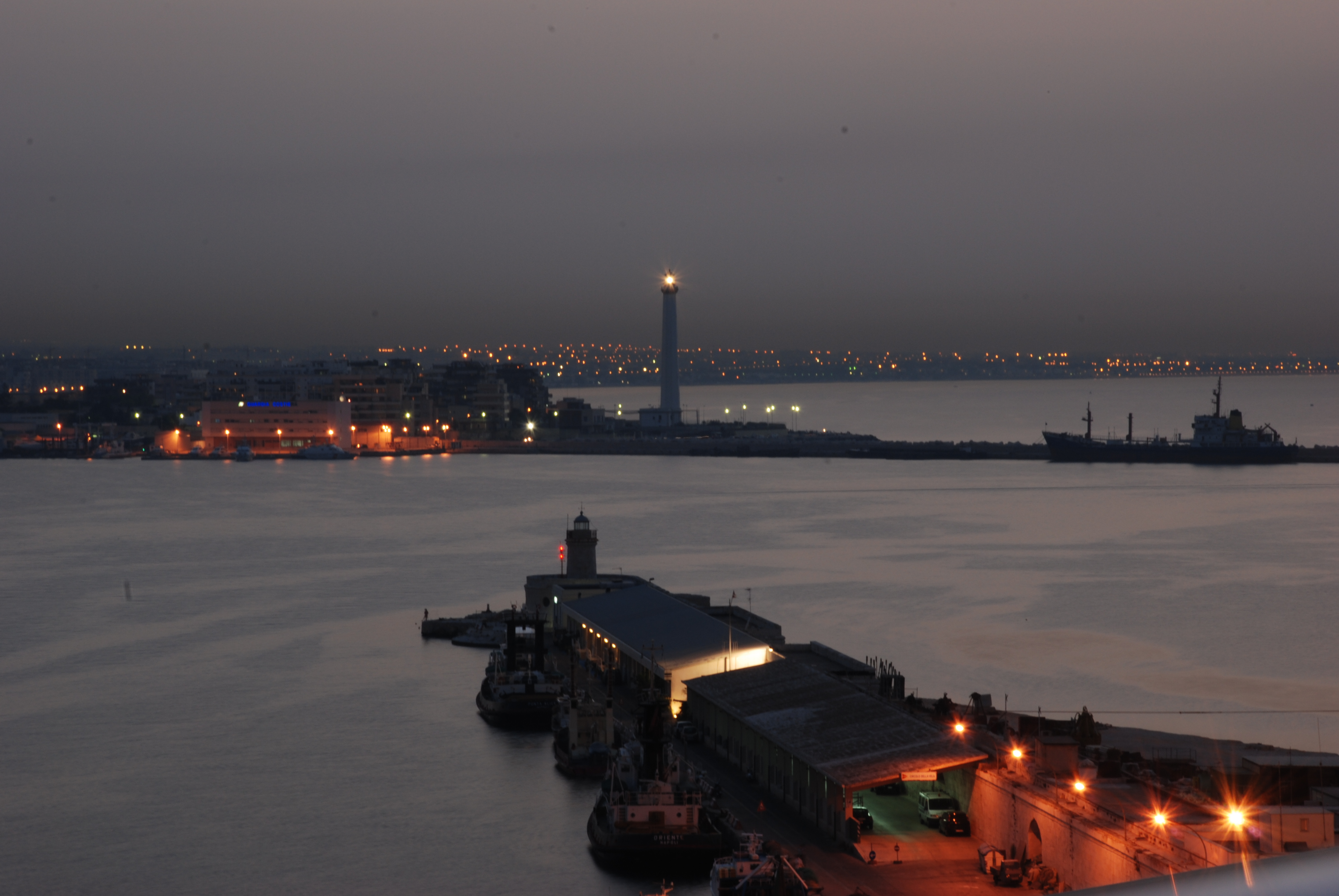
Вид на порт Барі

Барі розкинувся на 20 кілометрів вздовж Адріатичного моря. На півночі межує з громадою Джовінаццо, на півдні — з Мола-ді-Барі. Місто простягається на 10 кілометрів за довготою від портової зони до району Лозето на південному заході.
Міська забудова лежить у центрі напівпустельної рівнини, яку ще називають басейном Барі (італ. conca di Bari). Окрім Барі на цій рівнині лежать міста Капурсо, Триджано, Бітритто, Модуньо та Бітонто, відтак басейн Барі плавно переходить у область Мурге. Висота над рівнем моря у адміністративних межах коливається від 0 до 131 метра.
Міська ратуша розташована на вулиці Корсо Вітторіо Емануеля ІІ — центральній магістралі міста, — що тягнеться на схід від міської ради до театру Маргеріта, що розташований на висоті 5 метрів над рівнем моря.

### Клімат
| Клімат Барі             | Клімат Барі | Клімат Барі | Клімат Барі | Клімат Барі | Клімат Барі | Клімат Барі | Клімат Барі | Клімат Барі | Клімат Барі | Клімат Барі | Клімат Барі | Клімат Барі | Клімат Барі |
| Показник                | Січ.        | Лют.        | Бер.        | Квіт.       | Трав.       | Черв.       | Лип.        | Серп.       | Вер.        | Жовт.       | Лист.       | Груд.       | Рік         |
| Абсолютний максимум, °C | 24,0        | 24,0        | 27,2        | 32,6        | 39,1        | 41,4        | 43,3        | 44,8        | 39,0        | 35,2        | 26,8        | 23,0        | 44,8        |
| Середній максимум, °C   | 12,1        | 12,6        | 14,4        | 17,7        | 22,2        | 25,8        | 28,4        | 28,3        | 25,4        | 21,0        | 16,5        | 13,1        | 19,8        |
| Середня температура, °C | 8,8         | 8,9         | 10,7        | 13,3        | 17,8        | 21,8        | 24,3        | 24,3        | 21,1        | 17,1        | 12,7        | 10,1        | 15,9        |
| Середній мінімум, °C    | 4,9         | 4,8         | 6,3         | 8,6         | 12,9        | 16,7        | 19,3        | 19,4        | 16,3        | 12,6        | 8,2         | 6,1         | 11,3        |
| Абсолютний мінімум, °C  | −5,9        | −3          | −2,4        | 1,1         | 5,3         | 7,8         | 12,8        | 12,8        | 8,4         | 1,0         | 0,0         | −1,6        | −5,9        |
| Норма опадів, мм        | 53.7        | 64.2        | 42.0        | 40.5        | 34.9        | 23.3        | 25.4        | 30.4        | 59.7        | 61.5        | 72.7        | 54.3        | 562.6       |
| Днів з дощем            | 7           | 8           | 7           | 6           | 5           | 4           | 3           | 4           | 5           | 6           | 8           | 7           | 70          |
| Вологість повітря, %    | 77          | 74          | 72          | 68          | 68          | 65          | 64          | 65          | 68          | 72          | 76          | 78          | 71          |
| ----------------------- | ----------- | ----------- | ----------- | ----------- | ----------- | ----------- | ----------- | ----------- | ----------- | ----------- | ----------- | ----------- | ----------- |

## Історія
Походження Барі не цілком ясне, але з археологічних знахідок у районі церкви святого Петра у Старому Місті видається імовірним існування поселення епохи бронзи народу певкетів. Існує також гіпотеза про колонізацію місцевості Барі поселенцями з острова Крит. У грецьку епоху місто мало назву Баріон (Barion, Βαριον).

## Демографія
Населення за роками:

Станом на 1 січня 2023 року в муніципалітеті офіційно проживало 14 140 іноземців з 136 країн, серед них 1621 громадянин країн Євросоюзу та 322 громадяни України.

### Етнічні громади
Згідно з даними 2016 року в місті мешкало 13 055 іноземців. Найчисленнішими були групи з таких країн:
- Грузія, 1663
- Албанія, 1308
- Румунія, 1178
- Бангладеш, 892
- Китай, 755
- Маврикій, 630
- Філіппіни, 565
- Пакистан, 556
- Нігерія, 499
- Сомалі, 399

## Культура
- Театр Петрудзеллі

## Сусідні муніципалітети
- Адельфія
- Бітонто
- Бітритто
- Капурсо
- Джовінаццо
- Модуньо
- Мола-ді-Барі
- Нойкаттаро
- Триджано
- Валенцано

## Економіка
Судноверфі, нафтопереробка, сталеливарні, трубопрокатні, хімічні підприємства, харчова промисловість. Залізничний вузол.

## Освіта
Університет. Вища комерційна школа.

## Міста-побратими
- Баня-Лука, Боснія і Герцеговина
- Болонья, Італія
- Гуанчжоу, КНР
- Керкіра, Греція
- Дуррес, Албанія
- Мар-дель-Плата, Аргентина
- Патри, Греція
- Пальма, Іспанія
- Щецин, Польща
- Батумі, Грузія
- Чернівці, Україна
- Дніпрорудне, Україна

## Особистості
- Нікі Вендола (*1958) — італійський політик, з 2005 року — глава області Апулії.
- Нікола Контієрі (1827—1899) — католицький архієпископ Ґаети (1876—1891). Був постулятором канонізаційного процесу українського святого Йосафата Кунцевича.

## Галерея

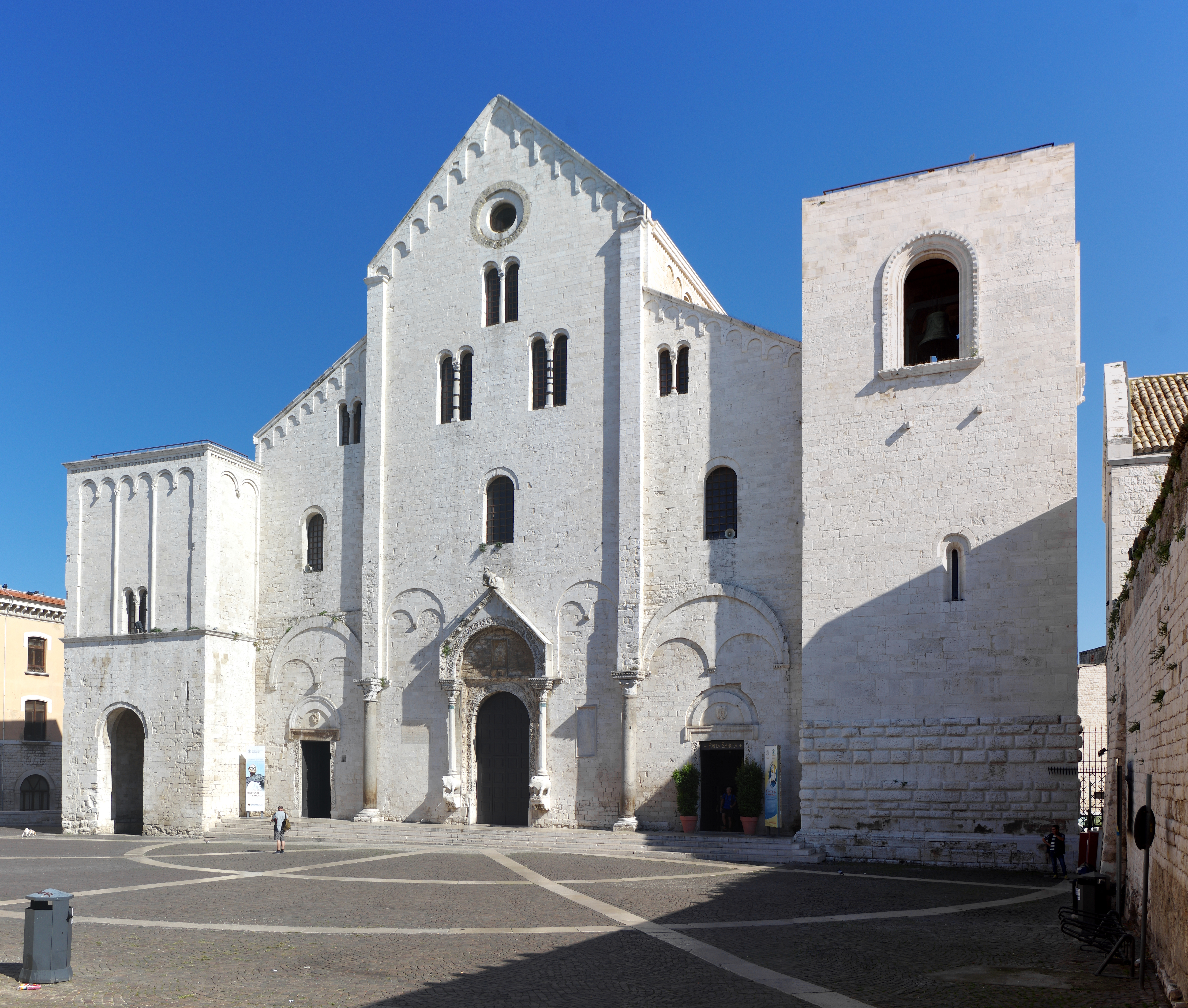
Старе Місто - Basilica di San Nicola, esterno
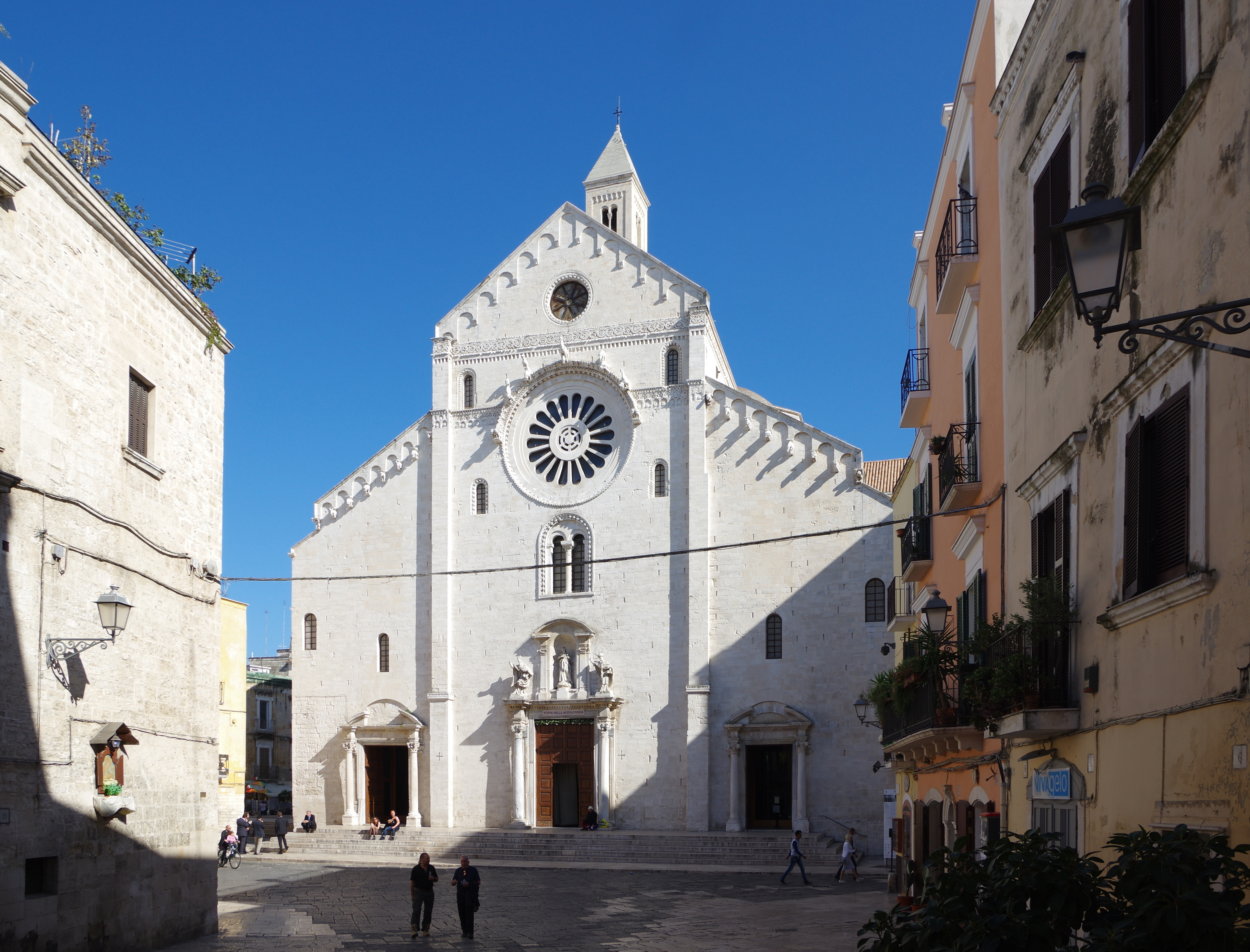
Старе Місто - Cattedrale di San Sabino, facciata
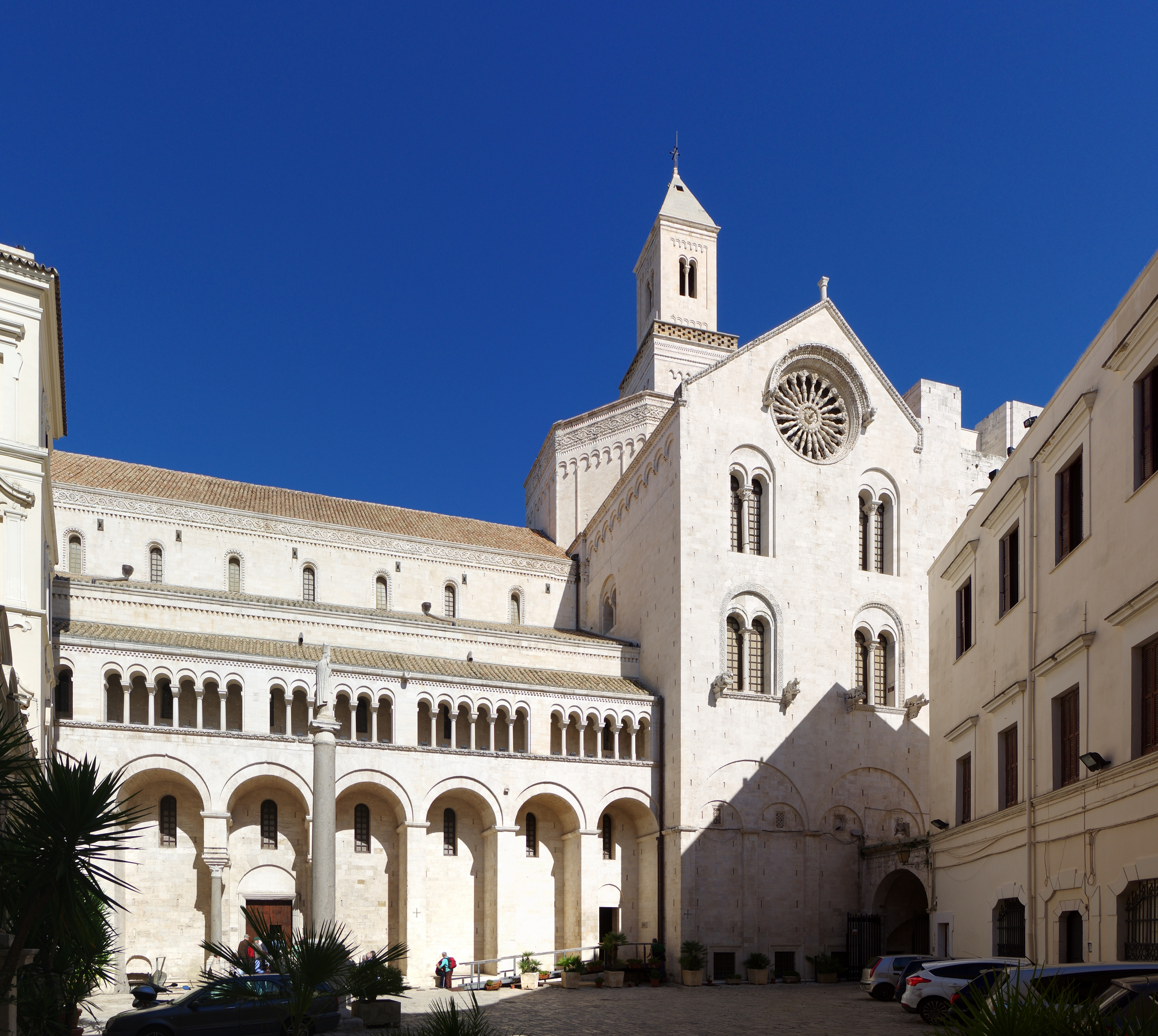
Старе Місто - Cattedrale di San Sabino, vista laterale
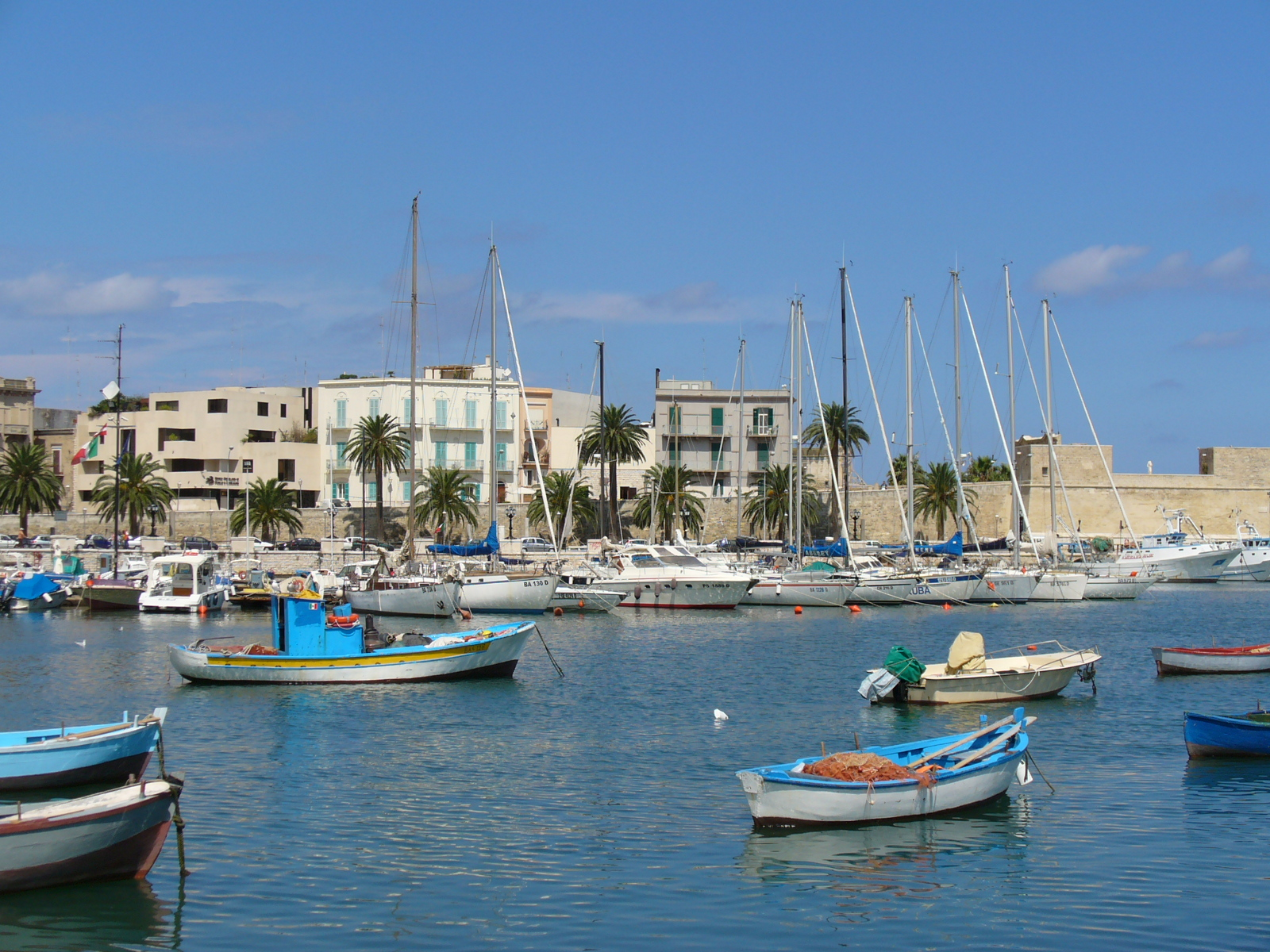
Краєвид на порт Барі
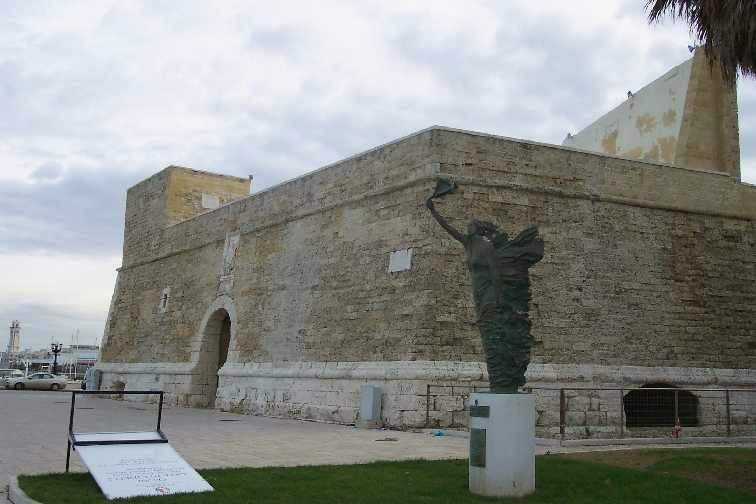
Старе Місто - Fortino S.Antonio (gentile concessione)
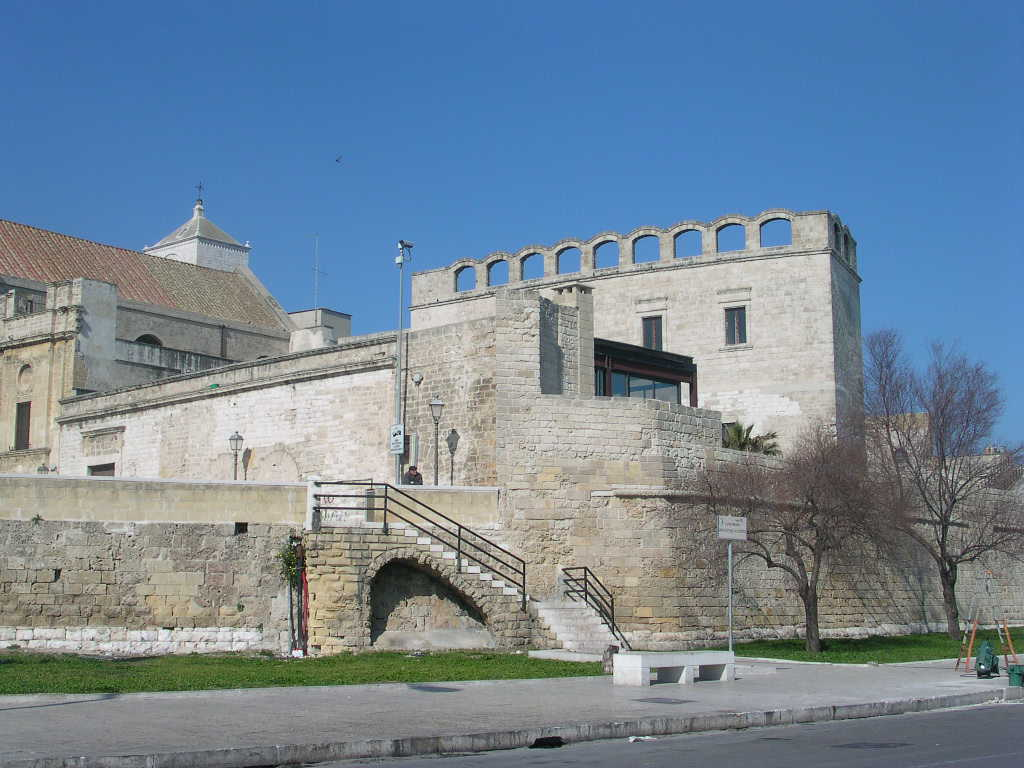
Старе Місто - Ex convento di Santa Scolastica
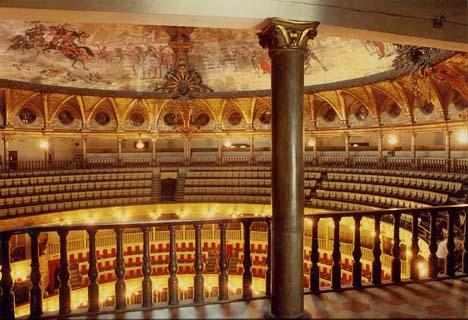
Bari - Murat - Teatro Petruzzelli, interno
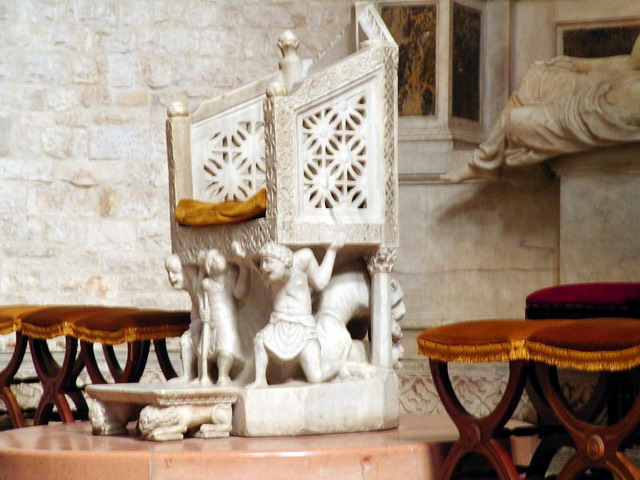
Cattedra dell'abate Elia - Interno della Basilica di San Nicola
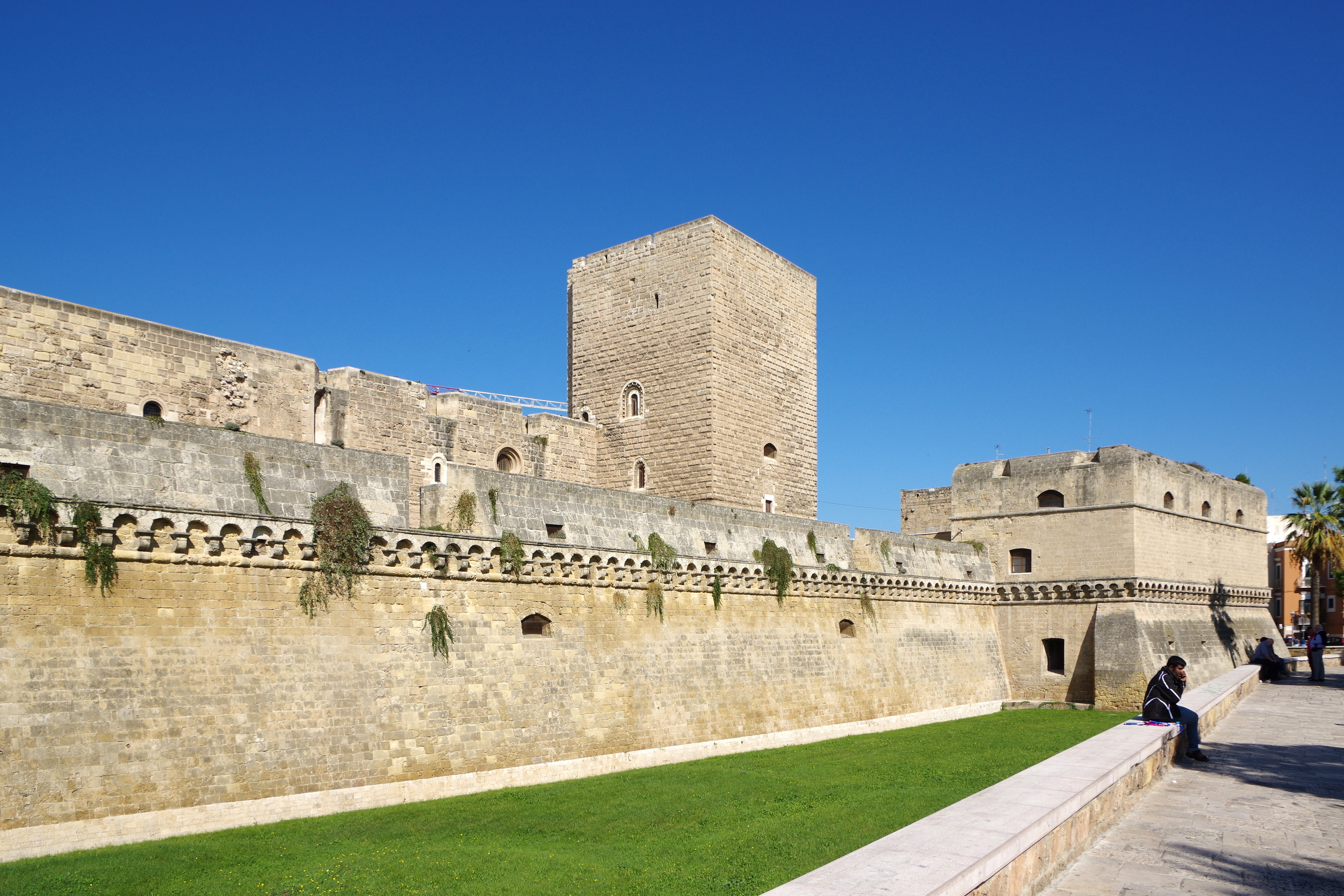
Il castello Normanno-Svevo
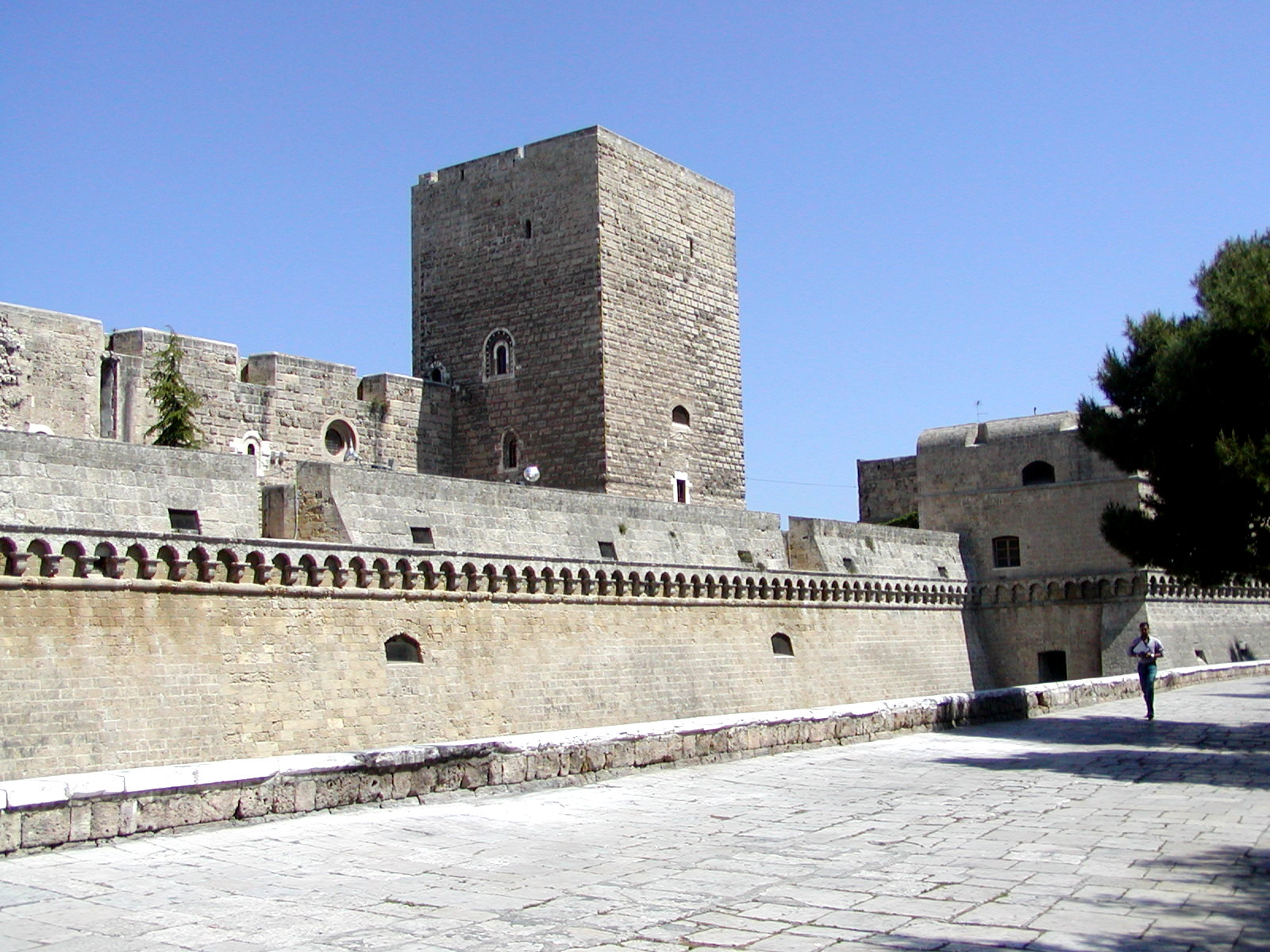
Il Castello Normanno-Svevo
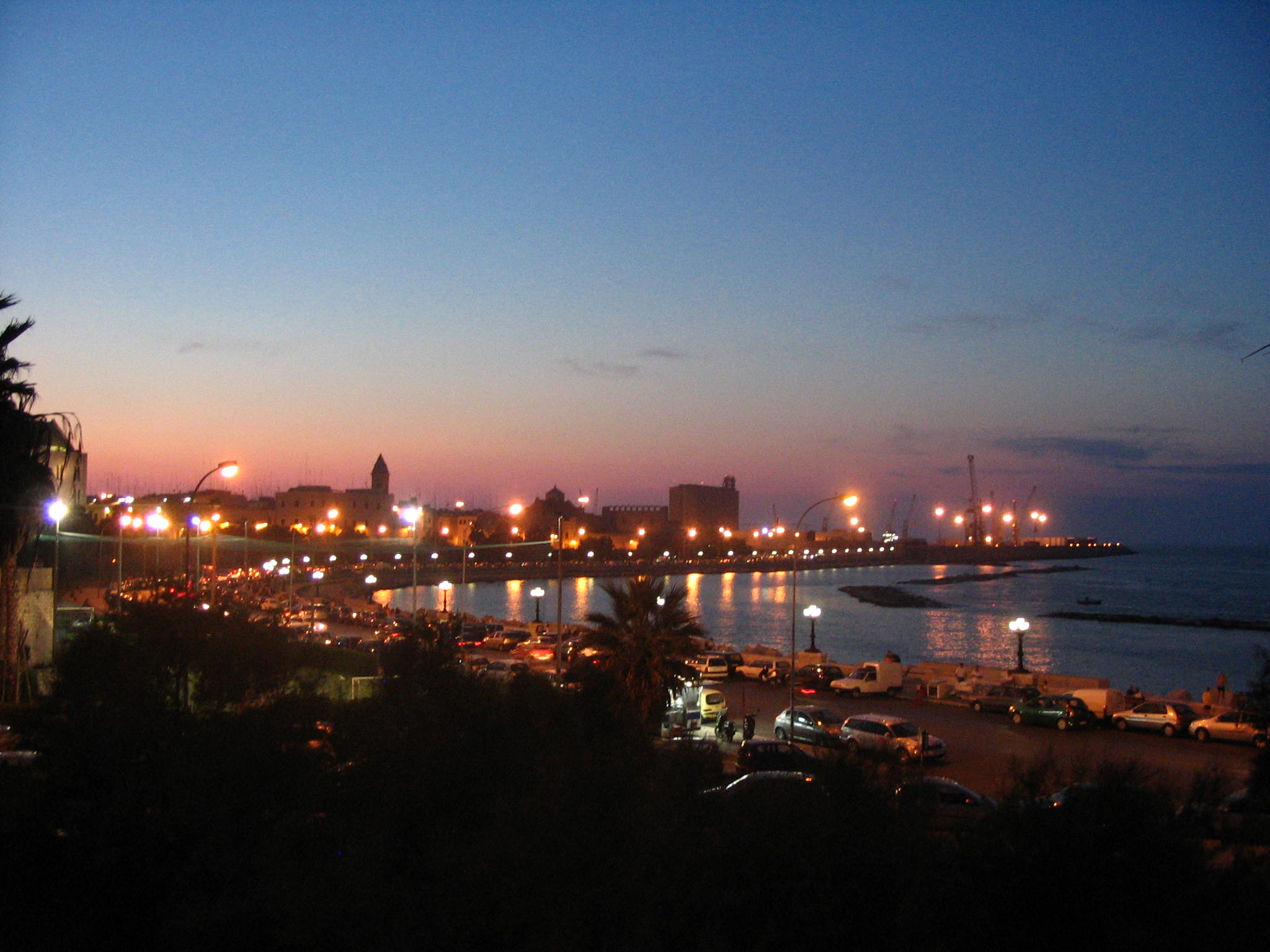
Panorama di Bari antica
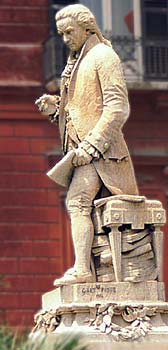
Пам'ятник Ніколо Піччіні
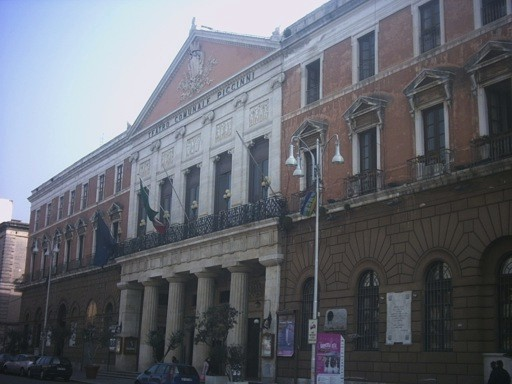
Театр Піччіні
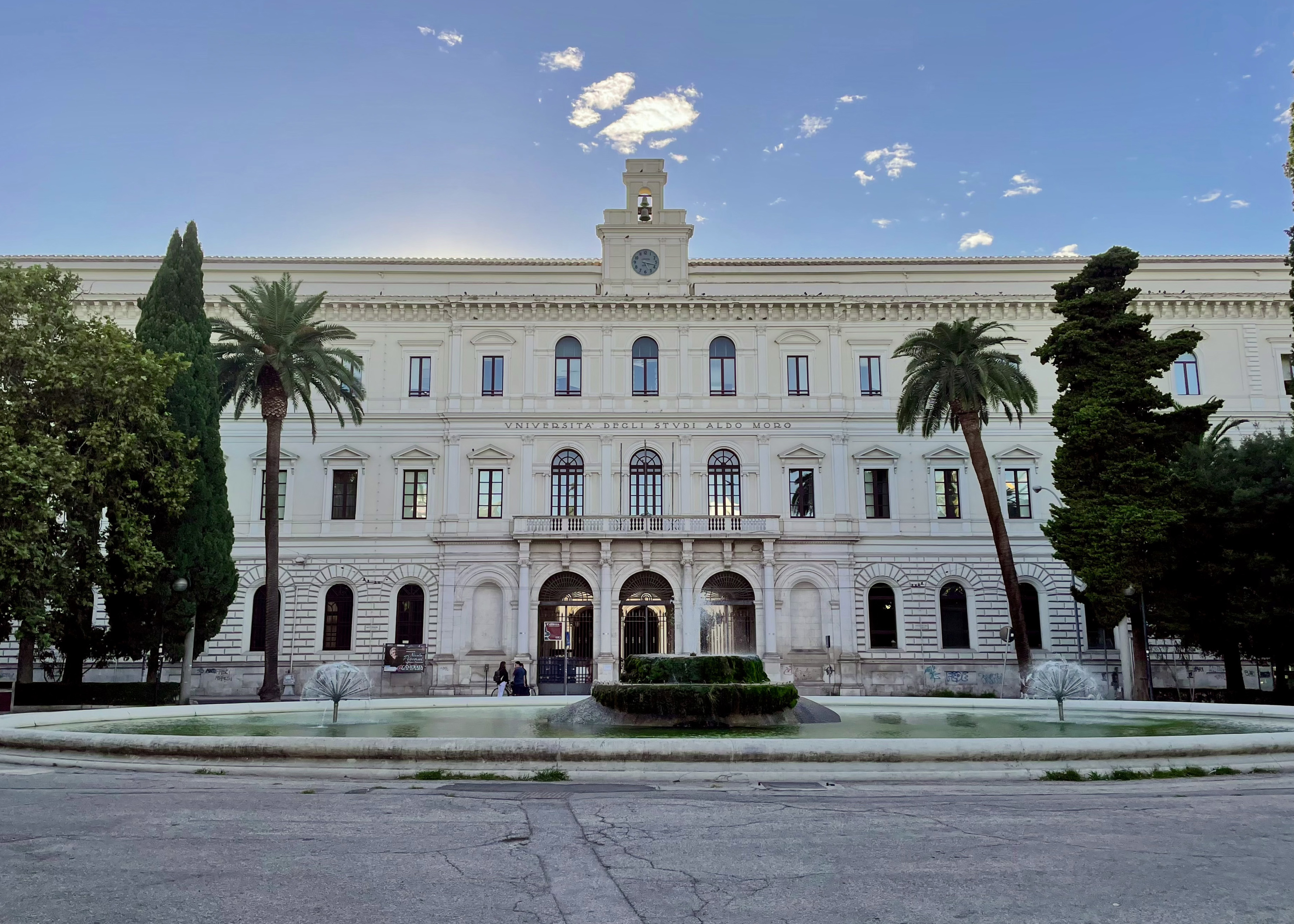
Palazzo Ateneo - Università degli studi di Bari
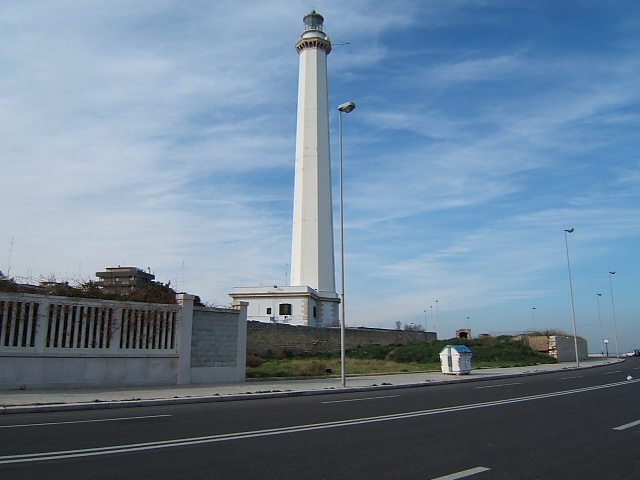
Faro di Punta San Cataldo
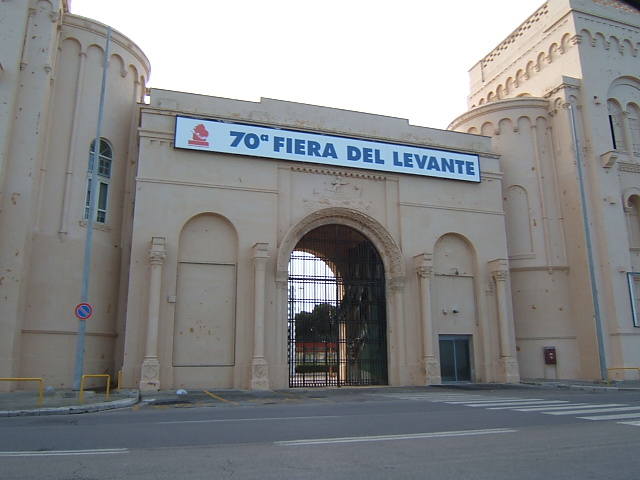
Ingresso alla zona della Fiera del levante